# Nowy Świat (Zielona Góra)
Pour les articles homonymes, voir Nowy Świat.
Nowy Świat (prononciation : [ˈnɔvɨ ˈɕfjat]) est un village polonais de la gmina de Sulechów dans le powiat de Zielona Góra de la voïvodie de Lubusz dans l'ouest de la Pologne.
Il se situe à environ 8 kilomètres au nord de Sulechów (siège de la gmina) et 26 kilomètres au nord-est de Zielona Góra (siège du powiat et de la diétine régionale).

## Histoire
Le nom allemand du village était Neue Welt.
Après la Seconde Guerre mondiale, avec les conséquences de la Conférence de Potsdam et la mise en œuvre de la ligne Oder-Neisse, le village est intégré à la République populaire de Pologne. La population d'origine allemande est expulsée et remplacée par des polonais.
De 1975 à 1998, le village appartenait administrativement à la voïvodie de Zielona Góra.

Depuis 1999, il appartient administrativement à la voïvodie de Lubusz.